# A kitajok korjói hadjáratai
A Tang-dinasztia (唐朝) a VIII. század elején élte fénykorát, a VIII. század második felében azonban felkelés robbant ki, melyet levertek, de a vidék megosztott maradt, ami újabb felkelésekhez vezetett. Hszien Cung császár (憲宗) 818-ra az ország legnagyobb részén helyre tudta állítani a császári hatalmat. A IX. század második felében  a kormányzat ismét meggyengült, és újabb felkelések törtek ki, a dinasztia 907-ig egyre hanyatlott, majd független királyságokra esett szét.  916-ban Kína északi részén mongol eredetű törzsek, a kitajok jelentek meg. A mongol nyelvet beszélő népesség 947-ben a mai Peking környékén saját államot hozott létre, amely a Liao nevet kapta.  Közben délen 960-ban megalakult a Song dinasztia (宋朝). . A koreai félszigeten a 9. század végén az egyesített Silla királyság három utódállamra oszlott fel (Silla, Hubekcse, Thebong). A megosztottság végét a Thebongból kiinduló, Vang-dinasztia által végrehajtott egyesítés jelentette, a rivális államok elfoglalásával és az ellenséges népek visszaszorításával. Ennek során újra létrejött az egységes Korea, Korjó néven (918–1392). A Korjó királyságra folyamatos veszélyt jelentett az északnyugati határvidéken megjelenő kitajok, akik összesen három hadjáratot indítottak a Korjó királyság ellen. Az első hadjáratot 993-ban, a másodikat 1010-ben, a harmadikat 1018-ban. 

## Korjó
Az új állam létrejöttében fontos szerepet játszott a hadsereg. Van Gon (Thedzso király) utódjai megosztották a hatalmat a katonai vezetőkkel, bár később a katonaság helyzete folyamatosan vesztett jelentőségéből.

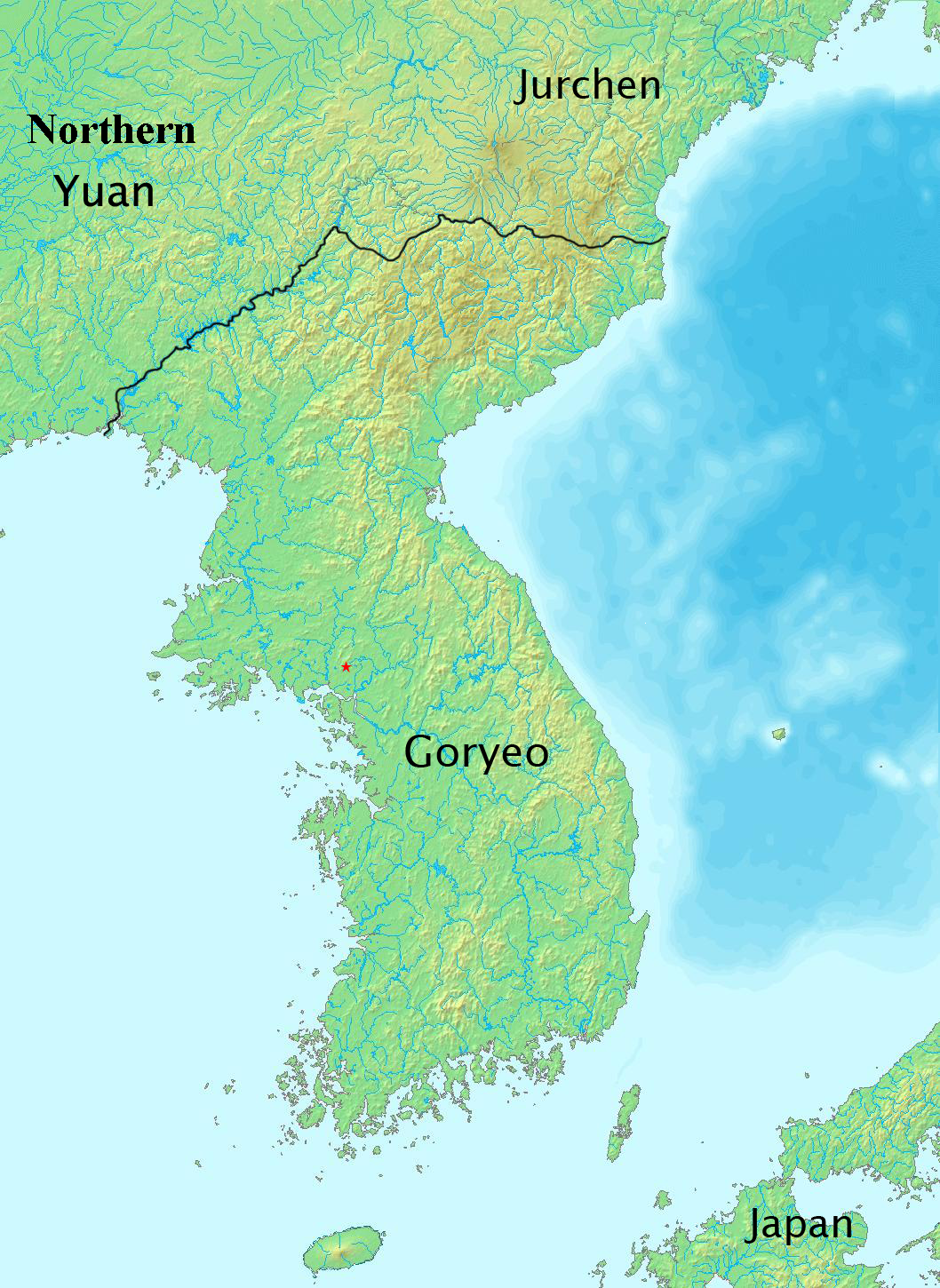
Korjó (1374-ben)

### Hadsereg
A hadsereg két királyi hadseregből és hat őrseregből állt. A királyi hadseregben jól felszerelt és kitűnően kiképzett harcosok voltak. Státuszuk és befolyásuk is nagyobb volt. Fő feladatukként az uralkodót védelmezték. Hadseregben lovas és gyalogos egységek egyaránt megtalálhatóak voltak. A hadsereg létszáma háború esetén rendkívüli mozgósítással kiegészült ( vészhadsereg).
- Királyi hadsereg: 
  - Üngjangun 1000 fő
  - Jonghogun 2000 fő
- Őrsereg: 
  - Csváuvi 13000 fő (állandó alakulat)
  - Shinhovi  7000 fő (állandó alakulat)
  - Hüngvi 13000 fő (állandó alakulat)
  - Kümovi 7000 fő (kiegészítő alakulat)
  - Cshonuvi 2000 fő (kiegészítő alakulat)
  - Kámmunvi 1000 fő (kiegészítő alakulat)[6]

### Liao Birodalom

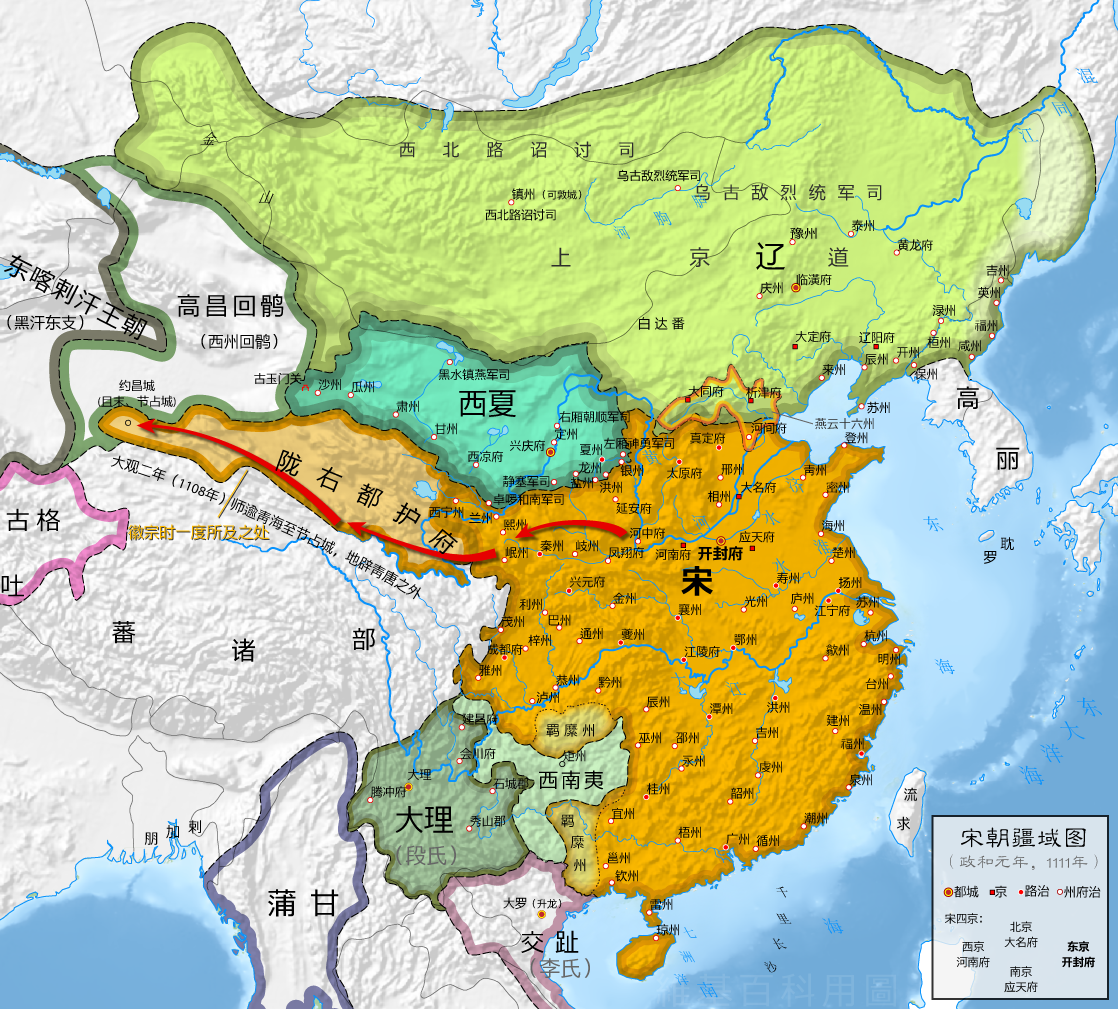
A Liao Birodalom (zöld), Song Birodalom (sárga) és Korjó (koreai félsziget)

A kitajok a 900-as években a kínai Tang dinasztia gyengülésével kezdtek el megerősödni. A Liao dinasztia (遼) volt az első olyan "barbár" dinasztia, mely hatalomra jutott Kína területén. A kitaj hatalmat a Yelü törzsből származó Abaoji (耶律阿保機) szervezte meg és 907-ben császárnak kiáltotta ki magát ( Taizu császár  遼太祖, 907–927). Abaoji egy hadjárat során vesztette életét, utódja fia Taizong lett (927–947). A kitajok állama 947-ben vette fel a Liao nevet, majd ettől kezdve másfél évszázadig uralkodtak Északkelet-Kínában. Uralkodásuk idején fokozatosan elkínaiasodtak, a korszak legmeghatározóbb vallásává, pedig a buddhizmus vált.

### 1. hadjárat

#### Előzmények
925-ben Balhé állam utolsó trónörököse fellázadt a kitaj uralom ellen, de miután vereséget szenvedett Korjóba menekült, ahol védettséget kapott. Ez azt eredményezte, hogy a Liao Birodalom megszakította a diplomáciai kapcsolatait Korjóval, de az invázió veszélye még nem állt fenn. A kitajok a déli Song Birodalmra is fenyegetést jelentettek, ami együttműködéshez vezetett a Song Birodalom és Korjó között. Végül
993-ban a kitajok Xiao Xunning nevezetű tábornok vezetésével támadást indítottak Korjó ellen. 993. augusztus végén, Korjó határ menti hírszerző forrásai tudomást szereztek a közelgő kitaj invázióról. Az értesülés után Szongdzsong király gyorsan mozgósítatta a hadsereget és három hadseregcsoportba osztotta erőit, ezután parancsba adta, hogy foglalják el az északnyugati védekező állásokat. A helyzet komolyságát mutatta az is, hogy Szongdzsong király is elutazott Pjongjang tartományba, hogy személyesen adhasson ki utasításokat.

#### A háború
993 októberében a kitaj hadsereg átkelt a Yalu folyón keresztül Korjóba. A hatalmas hadsereg körülbelül nyolcszázezer főt számlált. A hintázó hadviselésnek köszönhetően kezdetben a kitajok sikereket értek el, azonban a korjói katonák vad ellenállása végül megakadályozta a kitajok előrehaladását Pongszan-gun városnál. Ahogy előzőleg a kínaiak ellen sem, Korjó most sem adta meg magát, szilárdan ellenállt a frontális támadásoknak. Végül a korjói harcosok megállították Xiao Xunning hadseregét a Csongcsong folyónál. A gyors és kitartó ellenállás és a hatalmas költségek miatt a kitajok eldöntötték, hogy felhagynak a további kísérletekkel, hogy meghódítsák a félszigetet, helyette a megállapodásra törekedtek Korjóval. 
- A tárgyalások:

A meghiúsult hadjárat után a kitajok megpróbáltak tárgyalás útján győzedelmeskedni. Xiao Xunning alázatosság nélkül követelte, a Balhé-i területek feladását Shengzong császárnak. Illetve kérte, hogy Korjó szakítsa meg kapcsolatait a Song dinasztiával és hogy Szongdzsong király fogadja el a hűbéri státuszt a Liao császár felé és fizessen éves tiszteleti adót. A korjói udvarban heves vitát váltott ki a követelés, így nem tudtak egyszerre, egységesen fellépni az ultimátum elutasítása mellett. A hivatalnokok két részre oszlottak, voltak akik az ultimátum elfogadását sürgették. Ők úgy gondolták, hogy ha elfogadják a követeléseket a Liao császár megbékélne, és az ellenséges hadsereg parancsnoka Xiao Xunning megakadályozná a további betöréseket az országba. Az ellenzéket azok a magas rangú katonai parancsnokok alkották, akik maguk is szembe néztek a kitaj hadakkal a harcok alatt, köztük volt Szo Hi tábornok is az Andzsutól északra lévő hadtest parancsnoka.
Amíg a hivatalnokok a fővárosban Kegjongban vitatkoztak, addig Xiao tábornok az Andzsuban állomásozó korjói főhadiszállásra mért közvetlen csapást. A támadást ugyan gyorsan visszaverték, de újabb felfordulást okozott az udvarban. A pánik lecsillapítása végett Szo Hi tábornok önként jelentkezett a tárgyalások lebonyolítására Xiao tábornokkal. A tárgyalásokon Szo Hi tábornok lenyűgöző diplomáciai érzékével meggyőzte Xiao Xunning tábornokot, hogy nincs alapja Liao területi követelésének, hiszen, mint a Kogurjó királyság jogos utód állama Korjót jogosan illeti meg az a földterület. Ráadásul egy ügyesen burkolt fenyegetésben emlékeztette Xiao tábornokot, hogy a Liaodong félsziget egyszer már tartozott Kogurjó uralma alá. Így a mandzsúriai területek köztük a kitajok fővárosa Liaoyang is Korjót illetné meg.

#### Következmények
A tárgyalások eredményeként a kitajok hat körzet fennhatóságát engedték át Korjónak. Ezzel a Korjó királyság területe már egészen a Yalu folyóig terjedt. A fogolycserét követően a kitaj hadak visszavonultak a Yalu folyó túloldalára. Az ezt követő évben Korjó és Liao formális diplomáciai kapcsolatot létesített. Ennek előremozdítása végett Korjó felfüggesztette diplomáciai kapcsolatát a Song dinasztiával.  

### 2. hadjárat

#### Előzmények
Szongdzsong király tartva a további támadásoktól a védelem megerősítése mellett döntött. A paraszti munkások hatalmas erődöket építettek a parti síkságokon és előhegyeken, illetve a Csongcson és a Yalu folyó között. A korszerűsített védelmi erődítmények építésének befejeztével Korjó újra felvette a kapcsolatot a Song dinasztiával. Shengzong császár nem nézte jó szemmel Korjó megerősödését és hogy korjói csapatok vannak a Yalu folyó déli oldalán. Nemtetszésének hangot adva követelte az előzőleg átadott 6 körzet visszaszolgáltatását. Szongdzsong király azonnal visszautasította a követelést, így nőtt a feszültség a két állam között. Az invázióhoz az ürügyet egy Káng Dzso nevű tábornok szolgáltatta, aki 1009-ben letaszította a trónról Mokdzsong királyt és katonai uralmat vezetett be. A kitajok meg akarták torolni a király halálát, ezért elindították második hadjáratukat Korjó ellen.

#### A háború
A támadást maga Shengzong császár vezette négyszázezer fős seregével.
Káng Dzso tábornok sikeresen ellenállt az első kitaj támadásoknak, ami többek között az új haditechnikai fejlesztéseknek volt köszönhető (pl: páncélkocsik, melyek külsején éles pengék voltak elhelyezve a lovas csapatok ellen). A támadók végül elfogták Káng tábornokot, aki viszont nem volt hajlandó semmilyen együttműködésre, ezért kivégezték. Káng Dzso halálhíre után a korjói udvar teljesen pánikba esett. A miniszterek követelték az azonnali és feltétel nélküli megadást. Hjondzsong király azonban elutasította miniszterei kérelmét és egyik tábornoka tanácsát fogadta meg. Abban a reményben, hogy a fennmaradt korjói erők időt nyerjenek az udvart egy déli kikötővárosba Nadzsuba költöztette. Közben Shengzong császár folytatta útját dél felé, majd bevette a fővárost Kegjongot is. Hjondzsong király közben megpróbált békét kérni, erre Shengzong megparancsolta, hogy engedje át a hat körzetet, illetve Hjondzsong királynak Liao fővárosába Liaoyangba kell mennie, ahol bemutatja hódolatát a Liao dinasztia felé. A korjói király visszautasította az ajánlatot, hiszen az a hűbéri státusz elfogadását is jelentette volna. A katonai sikerek ellenére a kitajoknak csak kisebb előnyük volt, mivel az ellátási útvonalak nem voltak teljes mértékben biztosítva. A császár tartva attól, hogy teljesen elszigetelődik Korjó szívében visszavonta seregeit. Az észak felé tartó visszavonulásnál azonban hatalmas pusztítást vittek végbe.

### 3. hadjárat
A kitajok 1018-ban harmadszorra is megtámadták az országot. Liao állam egy hidat épített a Yalu folyón, majd Xiao Baiya nevezetű tábornok irányítása alatt lévő kétszázezer fős sereg megtámadta Korjót. Betörve az országba egyszerre heves ellenállásba ütköztek és ahogy haladtak dél fele az ellenállás csak merevebb lett.
A korjói haderők parancsnoka Káng Gám Csán lett, akinek ezelőtt még nem volt katonai tapasztalata. A korjói hadsereg körülbelül százezer embert számlált. A kitajok azonban előnyben voltak, hiszen a seregük nagyobb része lovasság volt, míg a korjói sereg döntően gyalogosokból állt. Káng Gám Csán tábornok Hünghvádzsin településnél győzelmet aratott. Xiao tábornok azonban folytatta útját dél felé, a döntő ütközetre Kvidzsunál került sor ahol a korjói erők a maradék kitaj hadakat is szétverték. Káng Gám Csán győzelmét Korea három hősies győzelme közé sorolják a kogurjói Ülcsi Mundok és Li Szun Sin admirális győzelme mellett.

#### Következmény
Négy évvel később a két ország tárgyalások útján békemegállapodást kötött, a kitajok soha többet nem szállták meg Korjót, mivel az erőviszonyok a mindkét állammal határos dzsürcsenek felé tolódott. 1125-ben a kitaj államot a dzsürcsik megsemmisítették, a kitajok maradéka Turkesztánba menekült, ahol megalapították a rövid életű karakitaj (Nyugati Liao) államot (1125–1220.) 
 